# Błenna B
Błenna B (w użyciu także nazwa Błenna-Budy) – wieś w Polsce położona w województwie kujawsko-pomorskim, w powiecie włocławskim, w gminie Izbica Kujawska.
W latach 1975–1998 miejscowość administracyjnie należała do województwa włocławskiego.
We wsi znajdują się źródła rzeki Noteć.